# معدن سنگ دشت احمد بیگی
معدن سنگ دشت احمد بیگی مربوط به دوره هخامنشی است و در شهرستان خرم بید، بخش مشهد مرغاب، کیلومتری ۳ جاده قدیم مشهد مرغاب به پاسارگاد، بر ارتفاعات دشت احمد بیگی واقع شده و این اثر در تاریخ ۷ اسفند ۱۳۸۶ با شمارهٔ ثبت ۲۱۴۵۰ به‌عنوان یکی از آثار ملی ایران به ثبت رسیده است.